# Ервин Бовин
Ервин Йоханес Бовин (Erwin Bowien, 3 септември 1899 г. – 3 декември 1972 г.) е немски художник и писател.

## Биография
Бовин е роден в семейство на строителен инженер от Източна Прусия. Майка му също е от там и произлиза от семейство, което се е преместило в Източна Прусия през 18 век.
Бовин ходи на училище в Берлин, посещава гимназия и учи в „Ecole professional“ в Нюшател (Швейцария). След Първата световна война учи в Мюнхенската художествена академия, Дрезденската художествена академия и Берлинската художествена академия. След това се обучава сам в продължение на четири години и изнася лекции по история на изкуството в Центъра за обучение на възрастни в Солинген.
След завземането на властта от нацистите, Бовин, който е противник на партията, заминава за Нидерландия. Той живее от 1933 до 1942 г. като художник на свободна практика в Егмонд ан ден Хоф, Северна Холандия, в бившия дом на философа Рене Декарт. Когато през 1938 г. се ражда принцеса Беатрикс, Бовин предлага идеята да изобрази деца в Егмонд ан ден Хоф, които виждат бял свят през 1938 г. Картините са прехвърлени от общината на Егмонд в Кралския домашен архив.
Бовин организира изложби на свои творби в Хага, Хорн, Алкмаар и Шорл. Там той си създава име на художник и майстор на пастели на пейзажи, море и дюни.
След германската окупация на Нидерландия Бовин е арестуван и задържан в затвора за три дни. Той получава информация от Германия, че негови колеги искат да го укрият, възползва се от това предложение и се озовава в малко селце в Бавария, където остава незабелязан от властите до края на войната. След Втората световна война посещава Норвегия, Швейцария и др. Изложби на негови творби са организирани в множество големи градове в Германия, освен това в Копенхаген и Париж, а творчеството му може да се види в няколко музея.
Бовин умира на 3 декември 1972 г. в къщата във Вайл ам Рейн. На 20 октомври 1976 г. е основана Асоциация за приятелство Erwin Bowien e. V. в German Blade Museum [de] в Солинген.